# Неріюс Дунаускас
Неріюс Дунаускас (26 червня 1978) — колишній литовський футбольний арбітр. Арбітр ФІФА та УЄФА з 2010 по 2015 рік. Він судив матчі в А-лізі з 2009 до 2016 року.

## Суддівська кар'єра
11 квітня 2009 року Дунаускас відсудив перший матч в А-лізі. Під час матчу між «Шяуляй» та «Круоя» (2–1) арбітр показав чотири жовті картки.
1 липня 2010 року Дунаускас дебютував у єврокубках під час матчу першого кваліфікаційного раунду Ліги Європи УЄФА між «Нісі Рунавік» та «Єфле» ІФ. Матч завершився нічиєю 0–2, а литовець показав дві жовті картки.
Свій перший міжнародний матч на рівні збірних він відсудив 10 серпня 2011 року, коли Білорусь перемогла Болгарію з рахунком 1–0. Дунаускас показав дві жовті картки.
Судив матчі юнацького чемпіонату Європи (U-17) у 2013 році та фінал Кубка Литви 2013 року.

## Міжнародні матчі
| Дата                 | Місце                     | Збірні                | Результат | Турнир                              | ЖК | YK · YK · RK | RK |
| -------------------- | ------------------------- | --------------------- | --------- | ----------------------------------- | -- | ------------ | -- |
| 10 серпня 2011 року  | Мінськ, Білорусь          | Білорусь — Болгарія   | 1 — 0     | Товариський                         | 2  | 0            | 0  |
| 22 березня 2013 року | Андорра-ла-Велья, Андорра | Андорра — Туреччина   | 0 — 2     | Чемпіонат світу 2014 (кваліфікація) | 3  | 0            | 0  |
| 6 вересня 2013 року  | Борисов, Білорусь         | Білорусь — Киргизстан | 3 — 1     | Товариський                         | 0  | 0            | 0  |